# 23741 Takaaki
23741 Takaaki è un asteroide della fascia principale. Scoperto nel 1998, presenta un'orbita caratterizzata da un semiasse maggiore pari a 2,4007150 UA e da un'eccentricità di 0,1735545, inclinata di 2,77552° rispetto all'eclittica.